# Analeptura lineola
Analeptura lineola är en skalbaggsart som först beskrevs av Thomas Say 1824.  Analeptura lineola ingår i släktet Analeptura och familjen långhorningar. Inga underarter finns listade i Catalogue of Life.